# Stockholms sjukhem
L'hôpital de Stockholm (en suédois : Stockholms sjukhem) est un hôpital dans le quartier de Kungsholmen à Stockholm en Suède,.

## Présentation
Stockholms Sjukhem est un prestataire de soins de santé fondé en 1867. L'hôpital fournit des soins et des services infirmiers sur une base non lucrative.
L'hôpital de Stockholm propose une large gamme de soins de haute qualité en soins palliatifs, soins de santé à domicile avancés (ASIH), gériatrie, réadaptation et soins aux personnes âgées. 
Les opérations de la fondation sont situées à la fois dans ses propres locaux à Mariebergsgatan 22 à Fridhemsplan sur Kungsholmen et à l'hôpital de Bromma (sv). 
Les activités actuelles de Kungsholmen se déroulent dans un bâtiment datant de 1891 et dans une partie hospitalière nouvellement construite en 1992, ainsi que dans l'extension d'environ 20 000 m², inaugurée en 2013. 
La nouvelle partie du bâtiment comprend une maison de retraite avec 102 appartements.

## Histoire
En 1860, Magnus Huss, en collaboration avec les professeurs Carl Gustaf Santesson, Pehr Henrik Malmsten et Hjalmar August Abelin, prit l'initiative de collecter des fonds pour créer une œuvre caritative destinée à prendre soin des personnes pauvres en phase terminale ou atteintes de maladies chroniques. 
L'année suivante, la partie sud de la zone hospitalière fut achetée, où le bâtiment le plus ancien de l'hôpital fut construit et inauguré en 1867. 
Per Ulrik Stenhammar en était l'architecte et Axel Alm le maître d'œuvre de la construction.
Au début, les malades mentaux n’étaient pas admis, ni ceux qui perturbaient leur environnement. Cela n'est arrivé qu'après une réforme de l'exploitation en 1879.
En 1891, le nouveau bâtiment Nya sjukhemmet, conçu par les architectes Magnus Isæus et Carl Sandahl, a été mis en service au nord de Drottningholmsvägen, qui était à l'origine destiné aux soins des personnes souffrant d'épilepsie ou de maladies perturbant leur environnement.
En 1909, la maison de retraite a été agrandie avec un nouveau service, qui a été construit sur la propriété de Skuru dans la commune de Nacka à l'extérieur de Stockholm. Cependant, le département de Skuru a été acheté en 1922 par la directrice Mathilda Sundelin, qui a continué l'exploitation jusqu'en 1968 sous le nom de maison de repos Solsunda.
Le bâtiment d'origine de 1867 a été démoli dans les années 1950 dans le cadre de rénovations et d'agrandissements. 
Une chapelle indépendante a été ajoutée. Elle a été inaugurée en mars 1956 et a été conçue par l'architecte Hakon Ahlberg. La coloration est réalisée selon une approche anthroposophique. Dans les années 1990, de nouveaux agrandissements ont été réalisés pour les activités hospitalières en matière de soins palliatifs et de réadaptation. À cette époque, les grandes unités de construction étaient construites en briques de façade jaunes au nord du bâtiment principal des années 1890.
Au cours de la période 2011-2013, l'hôpital de Stockholm a réalisé de vastes travaux de construction au sud et à l'ouest du bâtiment principal en direction de Mariebergsgatan et Drottningholmsvägen. 
Les nouvelles constructions ont eu lieu sur des terrains qui étaient auparavant en partie occupés par des logements pour le personnel, sous forme de maisons individuelles à trois étages qui ont été démolies, et en partie sur un parc auparavant clôturé. 
Le nouveau bâtiment est une nouvelle maison de retraite d'une superficie d'environ 20 000 m².
Le bâtiment est haut de six étages et comprend 102 appartements, d'une surface habitable de 33 m², et de standing moderne avec toilettes privées, douche, lave-linge et cuisinette. L'établissement a été achevé au printemps 2013 et la nouvelle maison de retraite a été inaugurée le 18 septembre 2013 par la reine Silvia.
Le cabinet d'architectes Tengbomgruppen (sv) a conçu la nouvelle maison de retraite pour le compte de la maison de retraite de Stockholm.

## Galerie

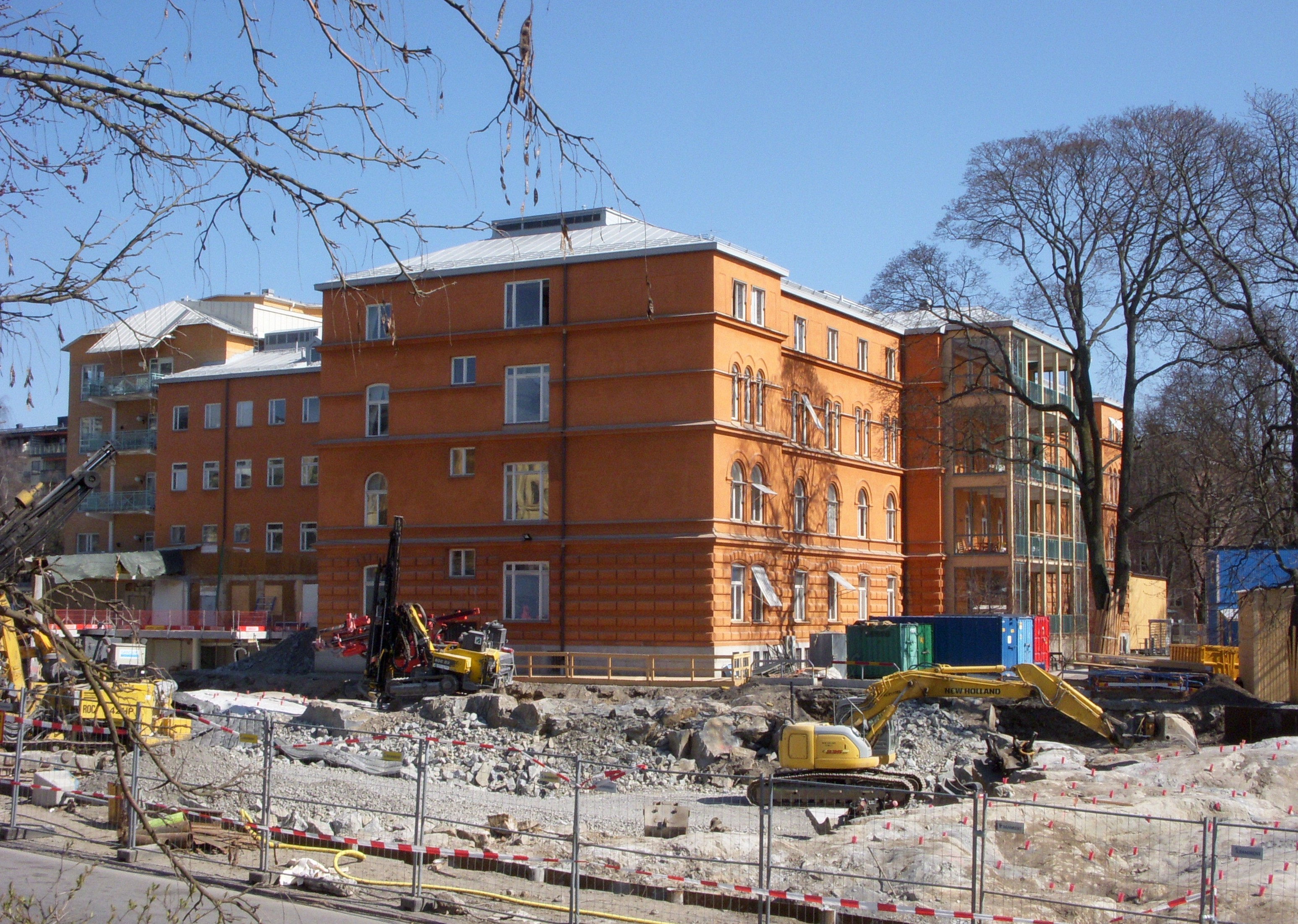
Le bâtiment principal de 1891 en avril 2011 avec les travaux d'extension en cours au premier plan.
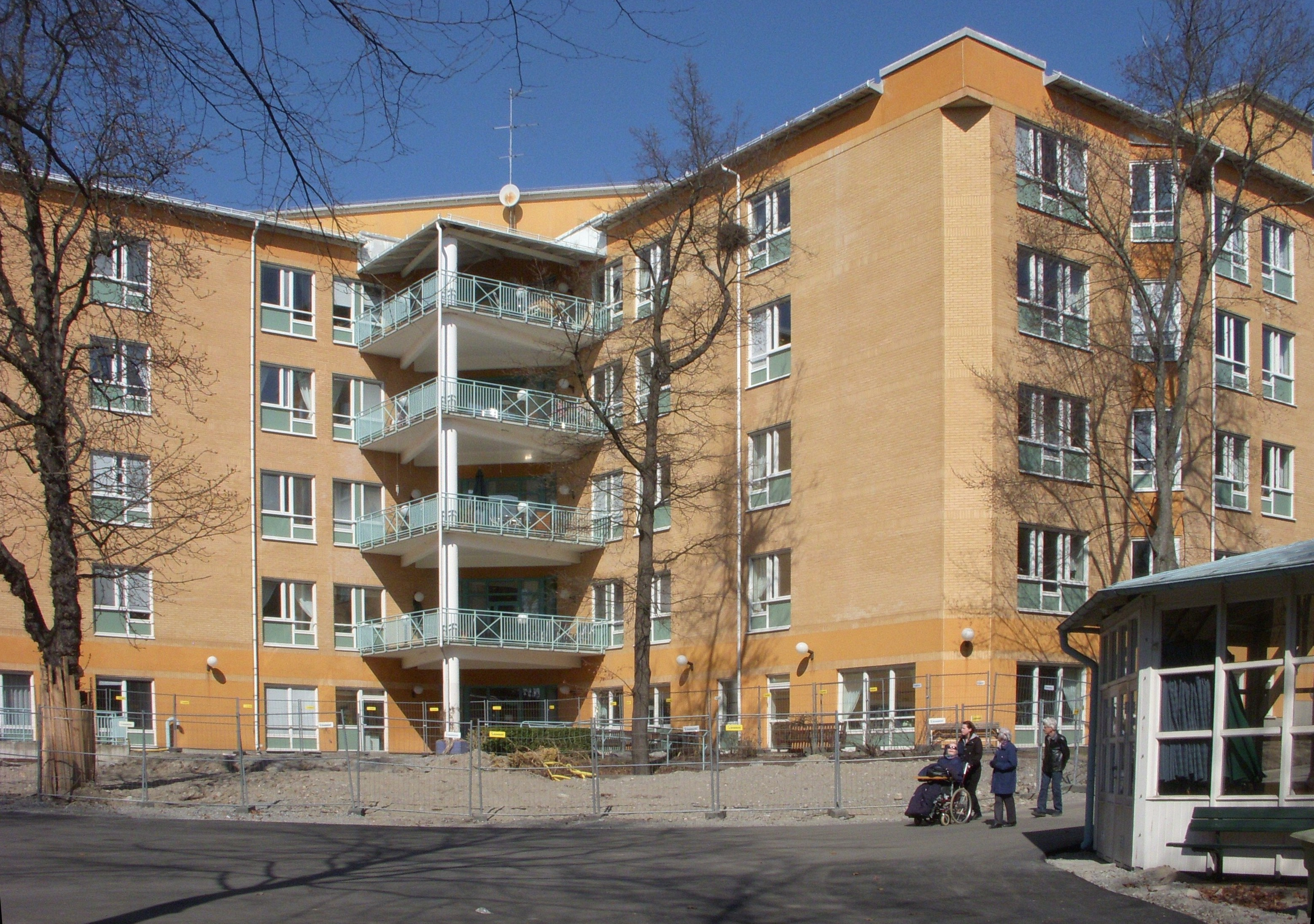
Le bâtiment des années 1990
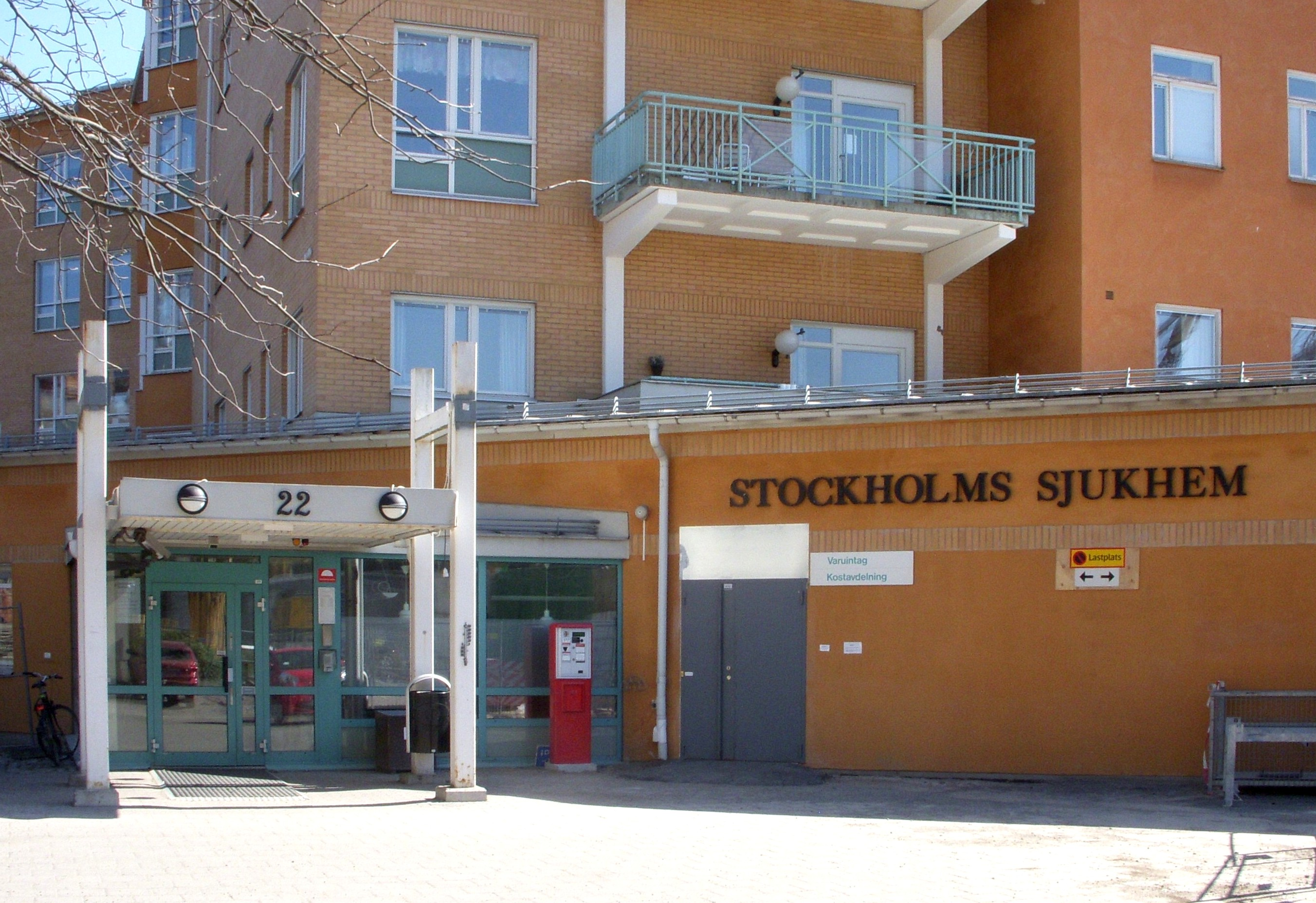
Entrée.
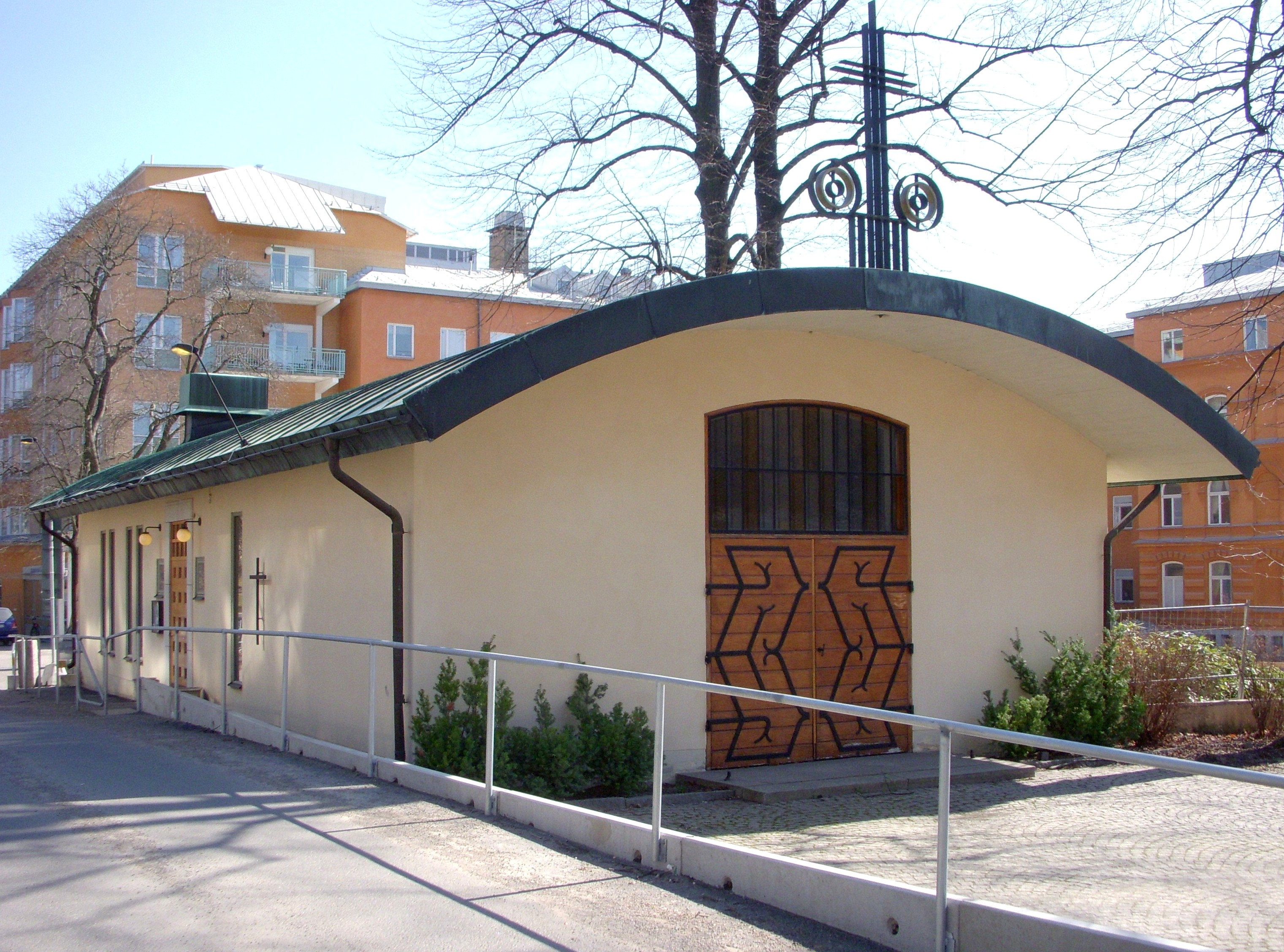
La chapelle, architecte Hakon Ahlberg.